# Гамбург-Гогелюфт-Ост
Гогелюфт-Ост (нім. Hoheluft-Ost) — частина району Гамбург-Північ вільного та ганзейського міста Гамбург. У 1951 році Гогелюфт-Ост став незалежною частиною району Гамбург-Північ. Раніше він належав до Епендорфу, і на його структуру вплинув розвиток цієї місцевості.